# Celi del
Céli dél ali spódnji céli dél je v matematiki funkcija, ki vsakemu realnemu številu x priredi največje celo število manjše ali enako x. Na primer [2,9] = 2, [−2] = −2 in [−2,3] = −3. Pri označevanju funkcije se po navadi uporablja oglate oklepaje [x], ali v obliki {\displaystyle \lfloor x\rfloor }. Funkcijo v tuji literaturi označujejo tudi kot floor(x). Funkcija se imenuje tudi Gaussov oklepaj. Angleško ime »floor« in znak je skoval kanadski matematik in računalnikar Kenneth Eugene Iverson. Funkcija x−[x], ki se jo zapiše tudi kot x mod 1 ali kot (x), se imenuje decimalni del ali ulomljeni del x. Vsak ulomek x ≥ 0 se lahko zapiše kot pravi ulomek, kot vsoto celega števila in pravega ulomka. Celi del in decimalni del v tem smislu veljata za vse realne vrednosti.
Graf celega dela je zgled stopničaste funkcije.

## Značilnosti celega dela
Vedno velja:
{\displaystyle \lfloor x\rfloor \leq x<\lfloor x\rfloor +1\!\,,}
kjer enakost na levi velja le, če je x celo število. Za celo število k in realno število x velja:
{\displaystyle \lfloor k+x\rfloor =k+\lfloor x\rfloor \!\,.}
Običajno zaokrožitev števila x k najbližjemu celemu številu se lahko zapiše kot [x + 0,5].
Funkcija celi del ni zvezna, vendar je zgoraj polzvezna.
Če je x realno in n celo število, je n ≤ x, če in samo če je n ≤ [x]. Ali drugače rečeno, funkcija celi del je del Galoisove povezave. Je zgornja povezava za funkcijo, ki vloži cela števila v realna.
Z uporabo celega dela se lahko skonstruira več nedvoumnih, sicer nepraktičnih, enačb za praštevila.

## Zgornji celi del
Sorodna matematična funkcija je zgornji celi del, ki vsakemu realnemu številu x priredi najmanjše celo število večje ali enako x. Funkcijo v tuji literaturi označujejo kot ceiling(x). Na primer zgornji celi del(2,3) = 3, zgornji celi del(2) = 2 in zgornji celi del(−2,3) = −2. Zgornji celi del se označi tudi kot {\displaystyle \lceil x\rceil }. Veljata naslednji preprosti zvezi:
{\displaystyle \lceil x\rceil =-\lfloor -x\rfloor \!\,}
in:
{\displaystyle x\leq \lceil x\rceil <x+1\!\,.}
Za celo število k velja enakost:
{\displaystyle \lfloor k/2\rfloor +\lceil k/2\rceil =k\!\,.}
Če sta m in n tuji pozitivni celi števili, velja:
{\displaystyle \sum _{i=1}^{n-1}\lfloor im/n\rfloor =(m-1)(n-1)/2\!\,.}
Beattyjev izrek iz leta 1926 pove, kako se lahko vsako pozitivno iracionalno število razdeli z naravnimi števili v dve zaporedji s pomočjo celega dela.

## Operator(int)v C
C in sorodni programski jeziki lahko s pretvorbo tipov spreminjajo vrednost s tekočo vejico v celoštevilsko s predpono (int). Ta operacija je mešanica celega in spodnjega celega dela: za pozitivni x ali 0 vrne celi del [x], in za negativni x vrne spodnji celi del(x).
Kakor celi in spodnji celi del tudi ta operacija ni zvezna. Zaradi tega lahko poveča napake pri zaokroževanju s tragičnimi posledicami. Na primer (int)(0.6/0.2) vrne 2 v večini izvedb C-ja, četudi je 0,6/0,2 = 3. Razlog je v tem, ker računalnik deluje znotraj v dvojiškem sistemu, in je nemogoče predstaviti števili 0,6 in 0,2 s končnim dvojiškim znakovnim nizom. Zaradi tega se pojavljajo napake pri zaokroževanju in končna vrednost se izračuna kot 2,999999999999999555910790149937, in kar bo operator (int) veselo pretvoril v 2. Posixova funkcija floor(x) ima sorodne probleme. Zaradi teh težav večina sodobnih računal notranje uporablja desetiški sistem.